# Ang Tong Reachea
Ang Tong Reachea (1602-1640). Prince Ponhea Nou, roi du Cambodge  de 1630 à 1640 sous le nom de Ang Dan Raja.

## Biographie
Le prince Cau Bana Nu, second fils du roi Chey Chettha II il est porté au trône après la mort de son frère Thommo Reachea II tué  par leur oncle le régent Outey.
Pendant son règne de 10 ans Outey continue de gouverner le pays en son nom. Les Chroniques Royales notent qu’il reçoit à sa cour des envoyés hollandais et qu’il  meurt dans des circonstances mystérieuses en juin 1640.
Après sa mort Outey écarte du trône son demi frère le prince Ponhea Chan pour donner la couronne à son propre fils Ang Non Ier (Batom Reachea Ier).

## Sources
- Chroniques Royales du Cambodge de 1594 à 1677. École française d'Extrême Orient. Paris 1981  (ISBN 2855395372)
- Achille Dauphin-Meunier Histoire du Cambodge Presses universitaires de France, Paris 1968 Que sais-je ? n° 916.
- Anthony Stokvis, Manuel d'histoire, de généalogie et de chronologie de tous les États du globe, depuis les temps les plus reculés jusqu'à nos jours, préf. H. F. Wijnman, Israël, 1966, Chapitre XIV §.9 « Kambodge » Listes et tableau généalogique no 34 p. 337-338.
- (en) & (de) Peter Truhart, Regents of Nations, K.G Saur Munich, 1984-1988  (ISBN 359810491X), Art. « Kampuchea », p. 1732.